# Lijst van Eerste Kamerleden 2007-2011
Lijst van Eerste Kamerleden 2007-2011 geeft een overzicht van de leden van de Nederlandse Eerste Kamer in de periode tussen de verkiezingen van 2007 en de verkiezingen van 2011. De zittingsperiode van de Eerste Kamer ging in op 12 juni 2007 en eindigde op 7 juni 2011. 
De Eerste Kamer telde 75 leden, gekozen door de leden van Provinciale Staten. Eerste Kamerleden werden gekozen voor een termijn van vier jaar.
| Naam                         | politieke partij                        | begindatum        | einddatum         | refs   |
| ---------------------------- | --------------------------------------- | ----------------- | ----------------- | ------ |
| Edward Asscher               | Volkspartij voor Vrijheid en Democratie | 12 juni 2007      | 7 juni 2011       | [ 1 ]  |
| Rob van de Beeten            | Christen-Democratisch Appèl             | 12 juni 2007      | 7 juni 2011       | [ 2 ]  |
| Marie-Louise Bemelmans-Videc | Christen-Democratisch Appèl             | 12 juni 2007      | 7 juni 2011       | [ 3 ]  |
| Geart Benedictus             | Christen-Democratisch Appèl             | 19 mei 2009       | 7 juni 2011       | [ 4 ]  |
| Gert van den Berg            | Staatkundig Gereformeerde Partij        | 12 juni 2007      | 7 juni 2011       | [ 5 ]  |
| Ger Biermans                 | Volkspartij voor Vrijheid en Democratie | 12 juni 2007      | 7 juni 2011       | [ 6 ]  |
| Sophie van Bijsterveld       | Christen-Democratisch Appèl             | 12 juni 2007      | 7 juni 2011       | [ 7 ]  |
| Remmelt de Boer              | ChristenUnie                            | 12 juni 2007      | 7 juni 2011       | [ 8 ]  |
| Britta Böhler                | Groen Links                             | 12 juni 2007      | 7 juni 2011       | [ 9 ]  |
| Ankie Broekers-Knol          | Volkspartij voor Vrijheid en Democratie | 12 juni 2007      | 7 juni 2011       | [ 10 ] |
| Huub Doek                    | Christen-Democratisch Appèl             | 12 juni 2007      | 7 juni 2011       | [ 11 ] |
| Alfons Dölle                 | Christen-Democratisch Appèl             | 12 juni 2007      | 7 juni 2011       | [ 12 ] |
| Simon van Driel              | Partij van de Arbeid                    | 12 juni 2007      | 7 juni 2011       | [ 13 ] |
| Heleen Dupuis                | Volkspartij voor Vrijheid en Democratie | 12 juni 2007      | 7 juni 2011       | [ 14 ] |
| Anne-Wil Duthler             | Volkspartij voor Vrijheid en Democratie | 12 juni 2007      | 7 juni 2011       | [ 15 ] |
| Jean Eigeman                 | Partij van de Arbeid                    | 12 juni 2007      | 7 juni 2011       | [ 16 ] |
| Tuur Elzinga                 | Socialistische Partij                   | 12 juni 2007      | 7 juni 2011       | [ 17 ] |
| Hans Engels                  | Democraten 66                           | 12 juni 2007      | 7 juni 2011       | [ 18 ] |
| Peter Essers                 | Christen-Democratisch Appèl             | 12 juni 2007      | 7 juni 2011       | [ 19 ] |
| Anne Flierman                | Christen-Democratisch Appèl             | 16 juni 2009      | 7 juni 2011       | [ 20 ] |
| Hans Franken                 | Christen-Democratisch Appèl             | 12 juni 2007      | 7 juni 2011       | [ 21 ] |
| Aranka Goijert               | Christen-Democratisch Appèl             | 12 juni 2007      | 7 juni 2011       | [ 22 ] |
| Fred de Graaf                | Volkspartij voor Vrijheid en Democratie | 12 juni 2007      | 7 juni 2011       | [ 23 ] |
| Jan Hamel                    | Partij van de Arbeid                    | 21 september 2009 | 7 juni 2011       | [ 24 ] |
| Cathrijn Haubrich-Gooskens   | Partij van de Arbeid                    | 12 juni 2007      | 7 juni 2011       | [ 25 ] |
| Jan Hendrikx                 | Christen-Democratisch Appèl             | 12 juni 2007      | 7 juni 2011       | [ 26 ] |
| Loek Hermans                 | Volkspartij voor Vrijheid en Democratie | 12 juni 2007      | 7 juni 2011       | [ 27 ] |
| Hans Hillen                  | Christen-Democratisch Appèl             | 12 juni 2007      | 14 oktober 2010   | [ 28 ] |
| Henk ten Hoeve               | Onafhankelijke Senaatsfractie           | 12 juni 2007      | 7 juni 2011       | [ 29 ] |
| Pieter Hofstra               | Volkspartij voor Vrijheid en Democratie | 12 juni 2007      | 7 juni 2011       | [ 30 ] |
| Gerrit Holdijk               | Staatkundig Gereformeerde Partij        | 12 juni 2007      | 7 juni 2011       | [ 31 ] |
| Sineke ten Horn              | Socialistische Partij                   | 12 juni 2007      | 7 juni 2011       | [ 32 ] |
| Helmi Huijbregts-Schiedon    | Volkspartij voor Vrijheid en Democratie | 12 juni 2007      | 7 juni 2011       | [ 33 ] |
| Eric Janse de Jonge          | Christen-Democratisch Appèl             | 12 juni 2007      | 7 juni 2011       | [ 34 ] |
| Frank van Kappen             | Volkspartij voor Vrijheid en Democratie | 12 juni 2007      | 7 juni 2011       | [ 35 ] |
| Hans Klein Breteler          | Christen-Democratisch Appèl             | 12 juni 2007      | 9 juni 2009       | [ 36 ] |
| Liesbeth Kneppers-Heynert    | Volkspartij voor Vrijheid en Democratie | 12 juni 2007      | 7 juni 2011       | [ 37 ] |
| Menno Knip                   | Volkspartij voor Vrijheid en Democratie | 26 oktober 2010   | 7 juni 2011       | [ 38 ] |
| Niko Koffeman                | Partij voor de Dieren                   | 12 juni 2007      | 7 juni 2011       | [ 39 ] |
| Tiny Kox                     | Socialistische Partij                   | 12 juni 2007      | 7 juni 2011       | [ 40 ] |
| Roel Kuiper                  | ChristenUnie                            | 12 juni 2007      | 7 juni 2011       | [ 41 ] |
| Flora Lagerwerf-Vergunst     | ChristenUnie                            | 12 juni 2007      | 7 juni 2011       | [ 42 ] |
| Jan Laurier                  | Groen Links                             | 12 juni 2007      | 7 juni 2011       | [ 43 ] |
| Frans Leijnse                | Partij van de Arbeid                    | 12 juni 2007      | 7 juni 2011       | [ 44 ] |
| Karel Leunissen              | Christen-Democratisch Appèl             | 12 juni 2007      | 7 juni 2011       | [ 45 ] |
| René van der Linden          | Christen-Democratisch Appèl             | 12 juni 2007      | 7 juni 2011       | [ 46 ] |
| Marijke Linthorst            | Partij van de Arbeid                    | 12 juni 2007      | 7 juni 2011       | [ 47 ] |
| Margriet Meindertsma         | Partij van de Arbeid                    | 12 juni 2007      | 7 juni 2011       | [ 48 ] |
| Anja Meulenbelt              | Socialistische Partij                   | 12 juni 2007      | 7 juni 2011       | [ 49 ] |
| Pauline Meurs                | Partij van de Arbeid                    | 12 juni 2007      | 7 juni 2011       | [ 50 ] |
| Han Noten                    | Partij van de Arbeid                    | 12 juni 2007      | 7 juni 2011       | [ 51 ] |
| Paul Peters                  | Socialistische Partij                   | 12 juni 2007      | 7 juni 2011       | [ 52 ] |
| Kim Putters                  | Partij van de Arbeid                    | 12 juni 2007      | 7 juni 2011       | [ 53 ] |
| Nanneke Quik-Schuijt         | Socialistische Partij                   | 12 juni 2007      | 7 juni 2011       | [ 54 ] |
| Peter Rehwinkel              | Partij van de Arbeid                    | 12 juni 2007      | 14 september 2009 | [ 55 ] |
| Geert Reuten                 | Socialistische Partij                   | 12 juni 2007      | 7 juni 2011       | [ 56 ] |
| Uri Rosenthal                | Volkspartij voor Vrijheid en Democratie | 12 juni 2007      | 14 oktober 2010   | [ 57 ] |
| Paul Russell                 | Christen-Democratisch Appèl             | 12 juni 2007      | 15 mei 2009       | [ 58 ] |
| Paul Russell                 | Christen-Democratisch Appèl             | 2 november 2010   | 7 juni 2011       | [ 58 ] |
| Sybe Schaap                  | Volkspartij voor Vrijheid en Democratie | 12 juni 2007      | 7 juni 2011       | [ 59 ] |
| Gerard Schouw                | Democraten 66                           | 12 juni 2007      | 16 juni 2010      | [ 60 ] |
| Egbert Schuurman             | ChristenUnie                            | 12 juni 2007      | 7 juni 2011       | [ 61 ] |
| Kees Slager                  | Socialistische Partij                   | 12 juni 2007      | 7 juni 2011       | [ 62 ] |
| Tineke Slagter-Roukema       | Socialistische Partij                   | 12 juni 2007      | 7 juni 2011       | [ 63 ] |
| Eric Smaling                 | Socialistische Partij                   | 12 juni 2007      | 7 juni 2011       | [ 64 ] |
| Boele Staal                  | Democraten 66                           | 21 juni 2010      | 7 juni 2011       | [ 65 ] |
| Tineke Strik                 | Groen Links                             | 12 juni 2007      | 7 juni 2011       | [ 66 ] |
| Paula Swenker                | Volkspartij voor Vrijheid en Democratie | 12 juni 2007      | 7 juni 2011       | [ 67 ] |
| Joyce Sylvester              | Partij van de Arbeid                    | 12 juni 2007      | 7 juni 2011       | [ 68 ] |
| Ing Yoe Tan                  | Partij van de Arbeid                    | 12 juni 2007      | 7 juni 2011       | [ 69 ] |
| Gerrit Terpstra              | Christen-Democratisch Appèl             | 12 juni 2007      | 7 juni 2011       | [ 70 ] |
| Tof Thissen                  | Groen Links                             | 12 juni 2007      | 7 juni 2011       | [ 71 ] |
| Henk Tiesinga                | Christen-Democratisch Appèl             | 3 november 2009   | 7 juni 2011       | [ 72 ] |
| Yvonne Timmerman-Buck        | Christen-Democratisch Appèl             | 12 juni 2007      | 1 november 2009   | [ 73 ] |
| Ria Vedder-Wubben            | Christen-Democratisch Appèl             | 12 juni 2007      | 7 juni 2011       | [ 74 ] |
| Arjan Vliegenthart           | Socialistische Partij                   | 12 juni 2007      | 7 juni 2011       | [ 75 ] |
| Klaas de Vries               | Partij van de Arbeid                    | 12 juni 2007      | 7 juni 2011       | [ 76 ] |
| Greetje de Vries-Leggedoor   | Christen-Democratisch Appèl             | 12 juni 2007      | 7 juni 2011       | [ 77 ] |
| Jos Werner                   | Christen-Democratisch Appèl             | 12 juni 2007      | 7 juni 2011       | [ 78 ] |
| Mies Westerveld              | Partij van de Arbeid                    | 12 juni 2007      | 7 juni 2011       | [ 79 ] |
| Rein Willems                 | Christen-Democratisch Appèl             | 12 juni 2007      | 7 juni 2011       | [ 80 ] |
| Düzgün Yildirim              | Socialistische Partij                   | 12 juni 2007      | 7 juni 2011       | [ 81 ] |
| Düzgün Yildirim              | fractie-Yildirim                        | 12 juni 2007      | 7 juni 2011       | [ 81 ] |